# 스티브 커네일리
스티브 커네일리(영어: Steve Kanaly, 1946년 3월 14일 ~ )는 미국의 배우이다.

## 출연 작품
- 마스크멘 (1997)
- 미드나잇 블루 (1997)
- 스콜피오 원 (1997)
- 라스트 찬스 디텍티브 - 이스케이프 프럼 파이어 레이크 (1996)
- 라스트 찬스 디텍티브 - 레전드 오브 데저트 빅풋 (1995)
- 라스트 찬스 디텍티브 - 미스테리 라이츠 오브 나바조 메사 (1994)
- 펌프킨헤드 2 (1994)
- 아우토반(영어판) (1992)
- 더블 폴리스 (1992)
- 아이 오브 이글 3 - 랑 메이 (1990)
- 미궁 속의 사랑 (1986)
- 호텔 - 시리즈 (1983)
- 꿈꾸는 낙원 (1978)
- 달라스 (1978)
- 빅 웬즈데이 (1978)
- 사랑의 유람선 (1977)
- 창공의 여왕 (1976)
- 미드웨이 (1976)
- 바람과 라이온 (1975)
- 슈가랜드 특급 (1974)
- 딜린저 (1973)
- 무숙자 (1973)
- 법과 질서 (1972)